# Temnocefàlides
Els temnocefàlides (Temnocephalida) constitueixen un ordre de platihelmints turbel·laris.
A diferència dels altres turbel·laris, totes les espècies d'aquests ordre són o bé comensals o bé paràsites. Es poden trobar sobre crustacis, mol·luscs i, en algunes espècies, fins i tot en tortugues. Les espècies comensals normalment viuen a les brànquies o cavitats del mantell del seu hoste, mentre les paràsites viuen dins l'aparell digestiu. Anatòmicament, els temnocefàlids es poden distingir dels grups emparentats per la presència d'un disc adhesiu a la superfície ventral per a enganxar-se a l'hoste, i per un nombre de projeccions similars a dits que surten del cap.